# Lord-lieutenant d'Armagh
Ceci est une liste de personnes qui ont servi comme Lord Lieutenant d'Armagh. L'office a été créé par le roi Jacques II en 1689 mais réduit jusqu'à sa récréation le 23 août 1831.
|     | Nom                                      | Image                                                                    | Début             | Fin             |  |
| --- | ---------------------------------------- | ------------------------------------------------------------------------ | ----------------- | --------------- |  |
| 1.  | Neil O'Neill, 2e bBaronnet de Killyleagh | Portrait Sir Neil O'Neill of John Michael Wright (1680), now in the Tate | 1689              |                 |  |
| 2.  | Archibald Acheson, 2e comte de Gosford   |                                                                          | 17 octobre 1831   | 27 mars 1849    |  |
| 2.  | James Caulfeild, 3e comte de Charlemont  |                                                                          | 3 juillet 1849    | 1864            |  |
| 3.  | Archibald Acheson, 3e comte de Gosford   |                                                                          | 8 février 1864    | 15 juin 1864    |  |
| 4.  | Charles Brownlow, 2e baron Lurgan        |                                                                          | 9 juillet 1864    | 15 janvier 1882 |  |
| 5.  | Archibald Acheson, 4e comte de Gosford   |                                                                          | 5 avril 1883      | 1920            |  |
| 6.  | John Lonsdale, 1er baron Armaghdale      |                                                                          | 16 septembre 1920 | 8 juin 1924     |  |
| 7.  | Henry Bruce Wright Armstrong             |                                                                          | 7 juillet 1924    | 1939            |  |
| 8.  | Sir Norman Stronge, 8e baronnet          |                                                                          | 5 décembre 1939   | 21 janvier 1981 |  |
| 9.  | Michael Torrens-Spence                   |                                                                          | 20 juillet 1981   | 1989            |  |
| 10. | Nicholas Alexander, 7e comte de Caledon  |                                                                          | 15 mai 1989       | Présent         |  |